# Leiuperidae
Leiuperidae ("леюперидові") — родина земноводних підряду Neobatrachia ряду Безхвості. Має 7 родів та 75 видів. Тривалий час розглядали як підродину у складі родини Свистунових (Leptodactylidae). Лише у 2010 році визнано як самостійну родину. Інша назва «американські болотні жаби».

## Опис
Загальна довжина представників цієї родини коливається від 1,5 до 5,5 см. Відрізняється від свистунів здебільшого за молекулярними ознаками. У значної більшості видів на голові чи ззаду присутні своєрідні кола або плями, які нагадують очі. Забарвлення відповідає місцю перебування видів.

## Спосіб життя
Полюбляють тропічні та субтропічні ліси. ведуть напівводний спосіб життя. активні переважно у присмерку або вночі. Живляться дрібними безхребетними.
Це яйцекладні амфібії.

## Розповсюдження
Мешкають у Центральній та Південній Америці.

## Роди
- Edalorhina
- Engystomops
- Eupemphix
- Physalaemus
- Pleurodema
- Pseudopaludicola
- Somuncuria